# Pictet Group
Pictet Group, Группа «Пикте» — швейцарская финансовая группа, возглавляемая Banque Pictet & Cie (Банк Пиктет и Си). Банк был основан в 1805 году, штаб-квартира расположена в Женеве. Размер активов под управлением и на хранении по состоянию на конец 2022 года составлял 608 млрд швейцарских франков. В списке крупнейших компаний мира по управлению активами за 2022 год дочерняя компания Pictet Asset Management заняла 93-е место ($284 млрд), среди швейцарских банков занимала 3-е место после UBS и Credit Suisse.

## История
Основным предшественником является Bank de Candolle, Mallet & Cie, основанный 23 июля 1805 года, им руководили Жакоб-Мишель Франсуа де Кандолл и Жак-Энри Малле. В 1841 году Кандолл назначил своим преемником племянника своей жены, Эдуара Пикте. Позже банк 9 раз менял своё название, в 1926 году был переименован в Pictet & Cie.
В 2005 году Pictet & Cie был принят в Клуб Еноха, ассоциацию семейных компаний с более чем 200-летней историей. В январе 2014 года он сменил организационно-правовую форму, превратившись из партнёрства в банк.

## Собственники и руководство
Группа Pictet является частной, её владельцы — партнёры, среди них по состоянию на 2022 год были Рено де Планта (Renaud de Planta), Реми Бест (Rémy Best), Марк Пикте (Marc Pictet), Бертран Демоль (Bertrand Demole), Лоран Рамсей (Laurent Ramsey), Себастьян Айзингер (Sébastien Eisinger), Элиф Актюг (Elif Aktuğ) и Франсуа Пикте (François Pictet). За всю историю банка только 43 человека достигали уровня управляющего партнёра, Элиф Актюг в июне 2021 года стала первой женщиной в этом статусе.
Руководство группы состоит из трёх уровней: наблюдательный совет, совет партнёров и исполнительный комитет группы.
- Шелби дю Паскье (Shelby du Pasquier) — председатель наблюдательного совета, также партнёр в другом швейцарском банке, Lenz & Staehelin.
- Рено де Планта (Renaud de Planta, род. 15 ноября 1963 года) — старший партнёр с 2019 года, партнёр с 1998 года, до этого работал в UBS (возглавлял филиалы в Лондоне и Гонконге).

## Деятельность
Основным направлением деятельности группы является управление частным и корпоративным капиталом, основной источник выручки — комиссионные при осуществлении инвестиционный операций. Группа не выдаёт коммерческие кредиты и не занимается инвестиционным банкингом.

## Дочерние компании
Основные дочерние структуры по состоянию на 2022 год:
- Pictet & Partners (Швейцария)
- Pictet Holding LLP (Сингапур)
- Pictet Capital SA (Швейцария)
- Sopafin (Luxembourg) SA (Люксембург)
- Pictet Canada LP (Канада)
- Sopafin SA (Швейцария)